# Die Beauftragte der Bundesregierung für Migration, Flüchtlinge und Integration
Die Beauftragte der Bundesregierung für Migration, Flüchtlinge und Integration ist ein im Bundesministerium für Arbeit und Soziales angesiedelter Staatsminister als Bundesbeauftragter.

## Geschichte
Das Amt ist seit 2025 im Bundesministerium für Arbeit und Soziales angesiedelt. Es wurde 2005 von Bundeskanzlerin Angela Merkel mit der aktuellen Bezeichnung als Staatsminister in der Bedeutung aufwertet. So war es von 2005 bis 2025 dem Bundeskanzleramt und von 2002 bis 2005 dem Bundesfamilienministerium zugeordnet, davor seit der Schaffung des Amtes 1978 als „Beauftragter zur Förderung der Integration der ausländischen Arbeitnehmer und ihrer Familienangehörigen“ bzw. als „Beauftragter der Bundesregierung für Ausländerfragen“ dem Bundessozialministerium.
Umgangssprachlich wird das Amt auch als „Integrationsbeauftragte“ oder früher als „Ausländerbeauftragter“ der Bundesregierung bezeichnet. Seit dem 6. Mai 2025 ist Natalie Pawlik (SPD) Amtsinhaberin.
Auch in den Bundesländern und teilweise auch auf Kommunalebene gibt es das entsprechende Amt des Integrationsbeauftragten. In der Bundesregierung besteht zudem das Amt des Sonderbevollmächtigten der Bundesregierung für Migrationsabkommen, das im Bundesministerium des Innern und für Heimat angesiedelt ist.

## Rechtsstellung und Aufgaben
§§ 92 bis 94 Aufenthaltsgesetz regeln Rechtsstellung und Aufgaben des Beauftragten für Migration, Flüchtlinge und Integration. Er wird von der Bundesregierung für die Dauer einer Legislaturperiode bestellt. Ihm ist die notwendige Personal- und Sachausstattung zur Verfügung zu stellen (Arbeitsstab). Er hat unter anderem die Aufgabe, die Integrationspolitik der Bundesregierung zu unterstützen, den Belangen der hier lebenden Ausländer zu angemessener Berücksichtigung zu verhelfen, Fremdenfeindlichkeit und nicht gerechtfertigten Ungleichbehandlungen entgegenzuwirken, über Möglichkeiten der Einbürgerung zu informieren, auf die Wahrung der Freizügigkeitsrechte der Unionsbürger zu achten, und die Öffentlichkeit zu den Aufgabenbereichen zu informieren. Der Beauftragte ist bei Rechtsetzungsvorhaben der Bundesregierung oder einzelner Bundesministerien sowie bei sonstigen Angelegenheiten, die ihren Aufgabenbereich betreffen, frühzeitig zu beteiligen. Er kann der Bundesregierung Vorschläge machen und Stellungnahmen zuleiten. Bei Ungleichbehandlung von Ausländern durch öffentliche Stellen des Bundes kann er tätig werden und Stellungnahmen anfordern.
Ein Entwurf des Innenministers Friedrich Zimmermann aus dem Jahr 1988 sah ein „Ausländerintegrationsgesetz“ vor, der das Ausländerrecht verschärft hätte. Die Befugnisse der Beauftragten wären dadurch auf die angeworbenen „Gastarbeiter“ und ihre bereits nachgezogenen Familienangehörigen eingeschränkt worden. Dieser und ein weiterer Entwurf von Zimmermann stießen weithin auf Widerstand und wurden nicht angenommen.

## Veröffentlichungen
Mindestens alle zwei Jahre legt der oder die Beauftragte dem Deutschen Bundestag einen Bericht (Bericht der Beauftragten für Migration, Flüchtlinge und Integration) vor, § 94 Abs. 2 Aufenthaltsgesetz.
Der 11. Bericht (von 2016) heißt „Bericht der Beauftragten der Bundesregierung für Migration, Flüchtlinge und Integration – Teilhabe, Chancengleichheit und Rechtsentwicklung in der Einwanderungsgesellschaft Deutschland“; vorangehende Berichte nannten sich „Bericht der Beauftragten der Bundesregierung für Migration, Flüchtlinge und Integration über die Lage der Ausländerinnen und Ausländer in Deutschland“. Der erste Bericht war der „Migrationsbericht“ vom Dezember 1999.
Zusätzlich stellte die Beauftragte 2009 und 2012 einen Integrationsindikatorenbericht vor.

## Amtsinhaber
- 1978–1980: Heinz Kühn (SPD)
- 1981–1991: Liselotte Funcke (FDP)
- 1991–1998: Cornelia Schmalz-Jacobsen (FDP)
- 1998–2005: Marieluise Beck (Bündnis 90/Die Grünen)
- 2005–2013: Maria Böhmer (CDU)
- 2013–2018: Aydan Özoğuz (SPD)
- 2018–2021: Annette Widmann-Mauz (CDU)
- 2021–2025: Reem Alabali-Radovan (SPD)
- seit 2025: Natalie Pawlik (SPD)